# Буревісник велетенський
Буревісник велетенський (Macronectes halli) — дуже великий, хижий, морський птах родини буревісникових (Procellariidae) ряду Буревісникоподібних (Procellariiformes). Вид був вперше описаний австралійським орнітологом Грегорі Метьюсом в 1912 році. Є одним з двох видів в роді гігантських буревісників (Macronectes) і одним з близько 80 видів в родині буревісникових.

## Поширення
Мешкає над акваторією Південного океану, головним чином на північ від лінії Антарктичної конвергенції. Понад 4500 пар гніздяться на островах групи Південна Джорджія. Вони також гніздяться на деяких островах Чатем, Кергелен, Крозе, Маккуорі та інших. У негніздовий період мігрує до Чилі, Аргентини, ПАР, Нової Зеландії та Австралії. Ареал виду широко перетинається з ареалом південного гігантського буревісника, але в цілому трохи зміщений на північ.